# OMA (건축 설계 사무소)

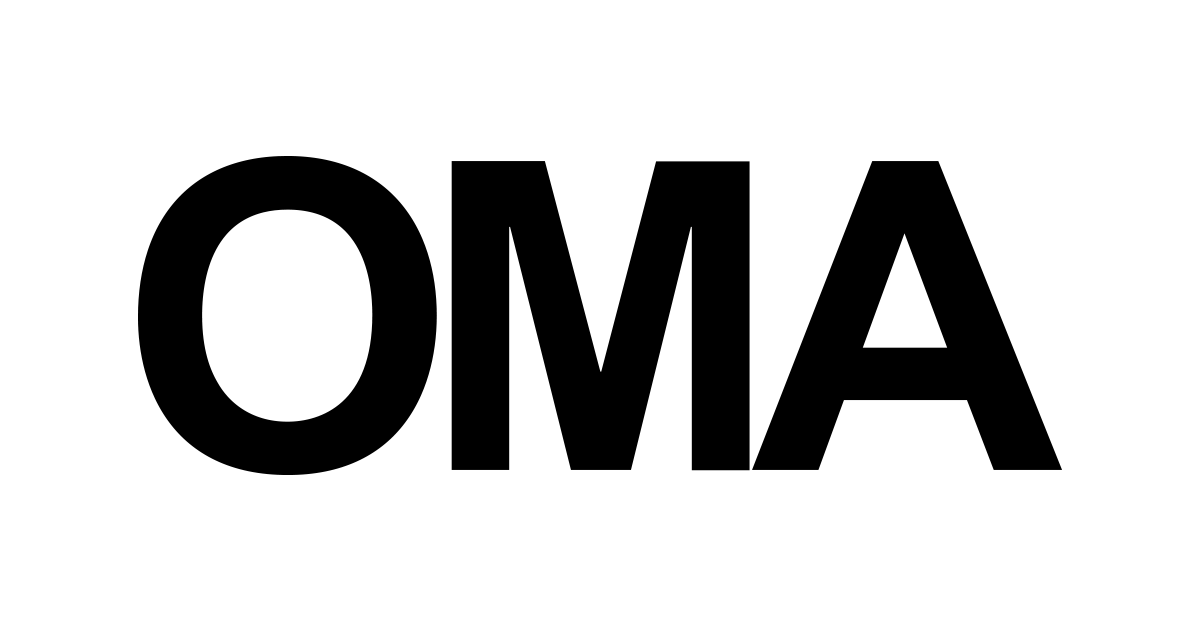

오피스 포 메트로폴리탄 아키텍처(영어: Office for Metropolitan Architecture), 줄여서 OMA는 네덜란드 로테르담 기반의 건축 설계 사무소이다. 1975년 네덜란드의 건축가인 렘 콜하스와 그리스의 건축가인 엘리아 젱겔리스가 설립하였으며, 이때 마델론 브리셀도르프와 조 젱겔리스가 함께하였다.

## 역사
렘 콜하스와 엘리아 젱겔리스는 1970년대 초 런던에 위치한 건축 학교인 AA 스쿨에서 함께 일하기 시작했다. AA에서 쿨하스는 학생이었고 젱겔리스는 강사로 재직하던 중이었다. 1972년 발표한 그들의 첫 번째 주요 프로젝트는 유토피아와 디스토피아를 다루는 Exodus, or the Voluntary Prisoners of Architecture였다. 프로젝트에서 두 건축가는 런던을 칼처럼 자르는 선형 구조를 제안했다. 다른 프로젝트로는 City of the Captive Globe (1974), Hotel Sphinx (1975), New Welfare Island / Welfare Palace Hotel (1975–76), Roosevelt Island Redevelopment (1975)가 있다. 당시의 모든 프로젝트는 지면상에만 존재하며, 쿨하스의 저서인 정신착란증의 뉴욕(원제: Delirious New York, A Retroactive Manifesto for Manhattan, 1975)에도 등장하는 미국 뉴욕을 배경으로 한다.
OMA의 역사는 1978년 헤이그의 새로운 네덜란드 의회를 위한 공모전에 참가한 것으로 시작되었다. 이 공모전에는 자하 하디드도 함께 참여했는데, OMA는 최우수상을 받은 10팀 중 한 팀이었다. 당시 프로젝트는 폭넓게 논의되었지만 결국 기회를 가져간 것은 공모에 참여하지 않은 건축가였다. OMA의 네덜란드 의회 설계안은 수많은 논란과 관심을 동시에 낳았다. 이는 그들이 1980년대에 내놓은, 그러나 지어지지 않은 아이디어의 시작이었다.